# Chone
Chone, officiellement San Cayetano de Chone, est une ville située en Équateur, dans la province de Manabí. Elle est la capitale du canton de Chone.

## Géographie
La population de la ville était de 45 526 habitants au recensement de 2001.